# Landesliga Hamburg
Landesliga Hamburg is een Duitse voetbalcompetitie voor teams uit deelstaat Hamburg. De competitie bevindt zich op het zesde niveau van het Duitse voetbalsysteem. Het is de tweede hoogste klasse van het Hamburger Fußball-Verband (HFV). De competitie bestaat uit twee reeksen, Landesliga-Hammonia en -Hansa.
Hansa:
Ahrensburger TSV ·
SV Altengamme · 
Barsbütteler SV ·
SV Curslack-Neuengamme ·
Düneberger SV ·
SC Eilbek ·
ASV Hamburg · 
SC Condor Hamburg · 
Hamm United · 
HT 16 · 
Klub Kosova ·
VfL Lohbrügge · 
FC Voran Ohe · 
Rahlstedter SC · 
TSV Schwarzenbek ·
SC Vier- und Marschlande ·

Hammonia:
Altonaer FC 1893 II ·
HSV Barmbek-Uhlenhorst · 
Bramfelder SV · 
Hetlinger MTV ·
Eintracht Lokstedt · 
USC Paloma Hamburg II ·
SC Victoria Hamburg II ·
Niendorfer TSV II · 
FK Nikola Tesla · 
Eintracht Norderstedt II ·
Kummerfelder SV · 
SC Nienstedten · 
TBS Pinneberg ·
SSV Rantzau Barmstedt ·
SV Rugenbergen ·
FC Union Tornesch
Baden ·
Bayern ·
Berlin ·
Bremen ·
Brandenburg ·
Hamburg ·
Verbandsliga Hessen ·
Mecklenburg-Vorpommern ·
Niederrhein ·
Niedersachsen ·
Mittelrhein ·
Rheinlandliga ·
Saarlandliga ·
Sachsen ·
Sachsen-Anhalt ·
Schleswig-Holstein ·
Südwest ·
Südbaden ·
Thüringen ·
Westfalen ·
Württemberg